# Dollot
Dollot – miejscowość i gmina we Francji, w regionie Burgundia-Franche-Comté, w departamencie Yonne.
Według danych na rok 1990 gminę zamieszkiwało 265 osób, a gęstość zaludnienia wynosiła 17 osób/km² (wśród 2044 gmin Burgundii Dollot plasuje się na 648. miejscu pod względem liczby ludności, natomiast pod względem powierzchni na miejscu 618.).